# Ruda

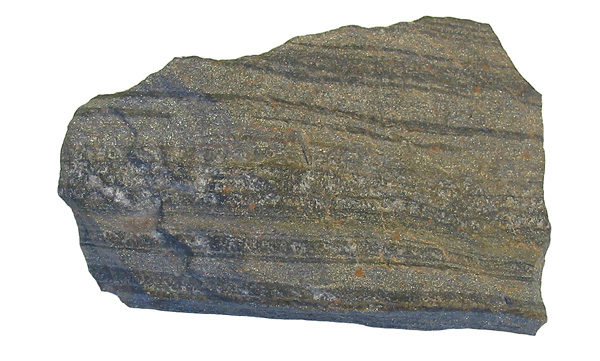
Páskovaná železná ruda

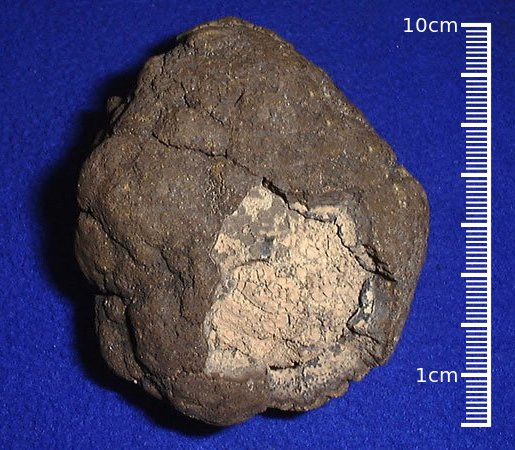
Manganová konkrece

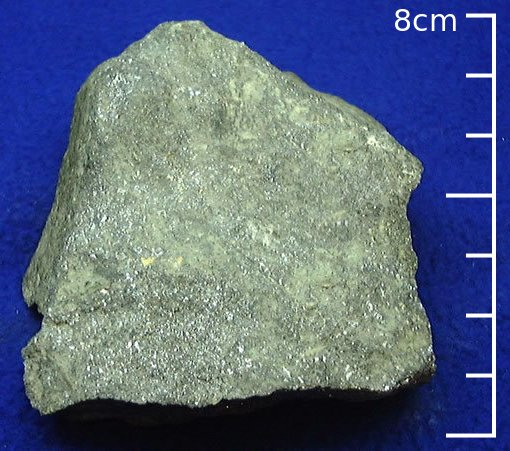
Olověná ruda

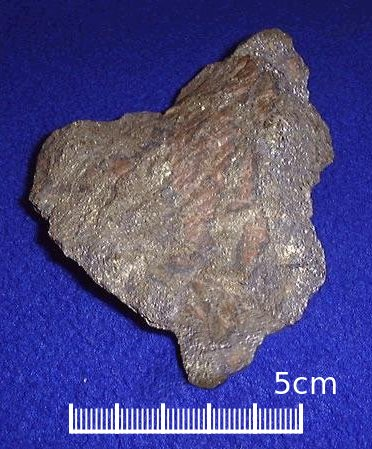
Zlatá ruda

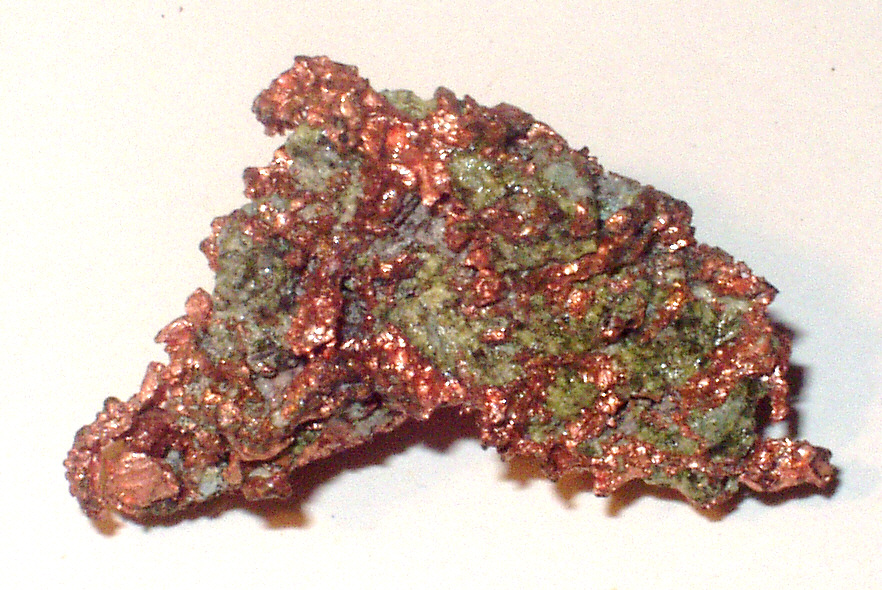
Měděná ruda

Ruda (latinsky minera) označuje v geologii takový minerál nebo horninu, který obsahuje ekonomicky významný podíl chemických prvků, většinou kovů, umožňující jejich průmyslovou těžbu nejčastěji za účelem vytváření zisku.

## Dělení rud a jejich složení
Rudy se dají rozdělit na monometalické a polymetalické, dále na rudy železa a rudy barevných (neželezných) kovů.
Rudné minerály pocházejí většinou ze skupin oxidů, sulfidů, silikátů, nebo i čistých prvků.

## Ekonomická využitelnost
Ruda musí obsahovat takové prvky, které jsou cenné, jsou v ekonomicky využitelných koncentracích a jsou získatelné pomocí dostupných technologií.
Ložiska mohou obsahovat takový rozsah mineralizace, který v určité době nemusí být díky technologii nebo ekonomickým podmínkám využitelný. Tato situace se však v závislosti na změnách cen, potřeb průmyslu nebo vojenského využití suroviny může změnit. Například stará ložiska zlata považovaná za „vytěžená“ jsou díky dnešním technologiím a stálé potřebě zlata i jeho vysokým cenám znovu exploatována.

## Důležité rudní minerály
- Argentit: Ag2S surovina stříbra
- Baryt: BaSO4
- Bauxit Al2O3 surovina hliníku
- Beryl: Be3Al2(SiO3)6
- Bornit: Cu5FeS4
- Kasiterit: SnO2
- Chalkopyrit: CuFeS2
- Chromit: (Fe, Mg)Cr2O4 surovina chromu
- Cinabarit: HgS ruda rtuti
- Kobaltit: (Co, Fe)AsS
- Columbit-Tantalit: (Fe, Mn)(Nb, Ta)2O6
- Galenit: PbS
- Zlato: Au, typicky asociováno s křemenem
- Hematit: Fe2O3
- Ilmenit: FeTiO3
- Magnetit: Fe3O4
- Molybdenit: MoS2
- Pentlandit:(Fe, Ni)9S8
- Pyroluzit:MnO2
- Scheelit: CaWO4
- Sfalerit: ZnS
- Uraninit (pitchblende): UO2 surovina kovového uranu
- Wolframit: (Fe, Mn)WO4